# Лінн Чейні
Лінн Енн Чейні (англ. Lynne Ann Cheney, до шлюбу Вінсент; нар. 14 серпня 1941, Каспер, Вайомінг) — 46-та Друга леді США, письменниця. Дружина 46-го віцепрезидента США Діка Чейні, що перебував на посаді з 2001 до 2009 року. 
1964 року одружилася з членом Республіканської партії, Діком Чейні. Подружжя має двох дочок — Елізабет (1966) та Мері (1969).